# Embalse Cogotí
El embalse Cogotí se encuentra localizado en la Región de Coquimbo, a 19 km al norte de Combarbalá. Posee una capacidad máxima de 150 millones de m³. En sus riberas existen zonas de camping y una playa apta para el baño.

## Sistema La Paloma
El sistema La Paloma son tres embalses con una red de canales derivados que regulan el abastecimiento del riego en el valle el río Limarí. Estos son el embalse La Paloma, el embalse Cogotí y el embalse Recoleta. En conjunto tienen una capacidad de almacenamiento de 1000 millones m³.: 17 
La infraestructura de riego de la zona otorga mayor seguridad de riego a una superficie estimada en más de 50.000 Ha, regando en forma directa más de 44.000 ha e indirectamente 7500 ha., es decir zonas bajo y sobre los embalses, esto último porque permite desviar aguas de la zona alta que son aportadas a la cuenca baja por el sistema de embalses.: 17 

## Construcción
Fue construido entre 1934 y 1939. El muro es del tipo rock-fill, con cortina de hormigón en el talud de aguas arriba. La longitud del muro es de 160 m y su altura máxima es de 87,7 m. El talud de aguas arriba tiene una relación 1,25:1 (h: v) y el de aguas abajo 1,5:1 (h: v). El evacuador de crecidas es de tipo caída libre y tiene una capacidad de descarga de 5000 m³/s.
En 2003 fue agregado un sistema de cortina inflable ("Rubber Dam") que aumenta la capacidad de almacenamiento del embalse 158 millones de m³.: 22–23 

## Gestión
En 1999 la administración de la represa fue entregada a la "Asociación de Canalistas del río Cogotí". La red de canales que distribuyen las aguas del embalse Cogotí son: Matriz Cogotí, Derivado Palqui Cauchil, Derivado Tabalí, Derivado Cerro Grande y Derivado Punitaqui.: 22 

## Situación hídrica en 2018-19
| Comparación contenido Embalse Cogotí                             |                                                                  |
| ---------------------------------------------------------------- | ---------------------------------------------------------------- |
| Gráfico no disponible temporalmente debido a problemas técnicos. |                                                                  |
| Contenido promedio histórico Contenido 2018-19                   |                                                                  |
|                                                                  | Gráfico no disponible temporalmente debido a problemas técnicos. |

El diagrama muestra la información de la Dirección General de Aguas sobre el volumen almacenado por el embalse durante los últimos 12 meses. El promedio histórico almacenado de 80 millones m³.